# Kópavogsvöllur
Il Kópavogsvöllur è un impianto sportivo polivalente di Kópavogur, in Islanda. È principalmente usato per gli incontri di calcio e atletica leggera ed è utilizzato dalla squadra maschile del HK Kópavogur e dalle squadre maschili e femminili del Breiðablik.
Lo stadio è uno dei più grandi dell'Islanda e contiene 5 501 spettatori. È composto da una tribuna centrale con 1 869 posti a sedere ed una tribuna laterale coperta avente 1 410 posti a sedere, che fu inaugurata il 9 maggio 2009 da Þorgerður Katrín Gunnarsdóttir, ministro dell'educazione scienza e cultura islandese dell'epoca.
L'impianto, data la notevole capienza e la distanza dalla capitale Reykjavík, è utilizzato per importanti manifestazioni sportive di atletica leggera.